# Eberhard Stolle
Eberhard Stolle (* 20. Oktober 1950), auch Big Joe Stolle, ist ein deutscher Bluesmusiker, Gitarrist, Mundharmonikaspieler und Songwriter aus Berlin.

## Musikalische Entwicklung
Ende der 1960er Jahre spielte Stolle in verschiedenen Amateurbands der Rostocker Beatszene, u. a. bei Bordband und Kaleidoskop. Während seines Grundwehrdienstes 1972 bis 1973 in der Armee der DDR war er Mitglied in einer Soldatenband. Von 1973 bis 1977 studierte er anfangs klassischen Gesang und später Tanzmusik an der Musikhochschule in Leipzig. Nach der Armeezeit schloss er sich der Leipziger Band Soft an, spielte zeitweilig bei Karussell und Mama Basuto. Gleichsam vollzog sich seine Hinwendung zum Blues, dem er bis heute treu geblieben ist. Anfang der 1980er Jahre wechselte er mit weiteren ehemaligen Basuto-Kollegen zu Zenit. Die Band, welche 1975 in Rostock gegründet wurde und später nach Ost-Berlin wechselte, erhielt 1979 Profistatus und bestand bis 1990. Zur Band, deren Besetzung mehrfach wechselte, gehörten: Eberhard Stolle (Gesang, Gitarre, Mundharmonika), Wilfried Kaminski (Gesang, Gitarre), Joachim Rudolf (Gesang, Gitarre), Reinhard Daisy Kehl (Gesang, Gitarre), Klaus-Dieter Brieger (Gesang, Schlagzeug), Jürgen Schötz (Schlagzeug), Berndt Schumacher (Piano, Saxophon), Hans-Jörg Erbse Moser († 2006/Bass), Andreas Schrödter (Bass), Rene Moosgraber (Bass), Jens Stache (Piano) und Alexander Blume (Gesang, Piano, Keyboard). Die Band erspielte sich eine Spitzenposition in der Blueserszene der DDR und Stolle entwickelte sich neben Bernd Kleinow zu einem herausragenden Blues-Harp-Spieler. Ende der 1980er Jahre war die Band regelmäßig in den DDR-Medien präsent und 1985 produzierte das DDR-Label Amiga die erste Langspielplatte mit Zenit.
Anfang der 1990er Jahre trat Stolle gemeinsam mit Alexander Blume, der heute als Boogie-Pianist aus Thüringen bekannt ist, und der Intercity Blues Band auf. Seit Mitte der 1990er Jahre ist er solistisch tätig, stand mit internationalen Musikern wie Champion Jack Dupree, Charlie Musselwhite und Jack Bruce gemeinsam auf der Bühne und tritt zeitweilig mit Bernd Kleinow, Reinhard Daisy Kehl oder Band Bluesmachine auf. Musikalisch präsentiert Stolle heute eine Mischung aus Boogie, Soul und Blues. Er tritt seit 1991 als Big Joe Stolle auf, wo er mit Berliner und internationalen Musiker in unterschiedlicher Besetzung spielte und spielt.

## Diskografie

### Langspielplatten
- 1983 Zenit auf Amiga-Sampler Kleeblatt Nr. 10
- 1985 Zenit + Big City Blues Band: Dr. Blues (Amiga)
- 1987 Zenit Live: Let The Good Times Roll (Amiga)

### CDs
- 1990 mit A. Blume: Reflection in Blues (Casino Records)
- 1993 Der Blues -live-
- 1994 17+4 -live-
- 1997 Cover up
- 1999 mit Bluesmachine: Bluesmachine -live-
- 2014 Stecker rein und los